# Giovanni Kemper
Giovanni (Gio) Kemper (Leiden, 27 oktober 1991) is een Nederlandse danser, zanger en acteur.

## Carrière
Kemper volgde vanaf zijn achtste een opleiding aan de dansacademie Lucia Marthas te Amsterdam. Na dertien jaar heeft hij deze afgerond op hbo-niveau. Hij staat vanaf zijn vijfde op het podium. Hij begon als kleine Tam in de musical ’Miss Saigon’.
In 2005 was hij een van de finalisten van het Junior Songfestival. Hij wist met zijn nummer Machteloos de finale net niet te halen. In datzelfde jaar mocht hij wel de punten van Nederland voorlezen op het Junior Eurovisiesongfestival.
Daarna was Kemper te zien in de musicals Oliver!, Peter Pan, The Lion King, The Little Mermaid en Junior Musical Kadanza als danscoach Paco. In 2013 was hij finalist in het programma So You Think You Can Dance, waarin hij vierde werd. Kemper volgde masterclasses zang bij onder anderen Tony Neef, Casey Francisco, Rein Kolpa en Perry Dosset, en kreeg meerdere zanglessen van Jimmy Hutchinson. Hij volgde masterclasses dans van onder anderen Anthony Burrel, Lauren Flament, Koen Brouwers, Roemjana de Haan, Percy Kuythoff, Yves Ruth en Isabelle Beernaert. Hij begon in januari 2015 als leraar urban bij Dansstudio IJvi Hagelstein.
Kemper is op televisie te zien in de serie Nachtwacht op Ketnet en speelt mee in musical Kadanza en De KetnetBand.
In 2017 deed Kemper mee aan het vierde seizoen van de zangwedstrijd  Steracteur Sterartiest op Een.
Kemper was vanaf 27 november 2018 tot en met 19 februari 2019 elke werkdag te zien in de RTL 4-soap Goede tijden, slechte tijden, waarin hij de rol van Q Bouwhuis overnam van acteur Max Willems.
Op 27 maart 2019 lanceerde Kemper zijn eerste solosingle 'Bitterzoet', hier voorafgaand lanceerde hij Nederlandstalige covers op zijn YouTube-kanaal.
Op 6 november 2020 werd bekend dat hij "Duiker" was in het eerste seizoen van The Masked Singer op de Belgische commerciële zender VTM. Hij behaalde hierin de tweede plaats.
Een week na de finale bracht hij zijn derde Nederlandstalige single 'Polaroid' uit.
In 2021 was Kemper te zien in Code van Coppens. En hij deed het samen met zangeres en actrice Bab Buelens. Ze kenden elkaar al van Steracteur Sterartiest en ze namen het op tegen Imke Courtois en Dominique Persoone. Ze haalden het net niet tegen hun tegenspelers.
In 2022 deed hij mee aan het derde seizoen van De Container Cup.
In 2024 speelde hij de rol van Wolf Waldo in de musical De 3 Biggetjes van K3. 

### Discografie

#### Singles
| Single met hitnotering(en) in de Vlaamse Ultratop 50 | Datum van verschijnen | Datum van binnenkomst | Hoogste positie | Aantal weken | Opmerkingen                                            |
| ---------------------------------------------------- | --------------------- | --------------------- | --------------- | ------------ | ------------------------------------------------------ |
| Machteloos                                           | 2005                  | -                     | -               | -            |                                                        |
| Nachtwacht                                           | 2016                  | -                     | -               | -            | Als Wilko uit Nachtwacht                               |
| 100%                                                 | 2016                  | -                     | -               | -            | Als onderdeel van De KetnetBand                        |
| Feestje                                              | 2016                  | -                     | -               | -            | Lied nav. 20 jaar Studio 100, als Wilko uit Nachtwacht |
| De Pet Op (2016)                                     | 2016                  | -                     | -               | -            | Als onderdeel van De KetnetBand                        |
| Poco Loco                                            | 2017                  | -                     | -               | -            | Als onderdeel van De KetnetBand                        |
| Ad Inferos                                           | 2016                  | -                     | -               | -            | Als Wilko uit Nachtwacht                               |
| Schemermeer                                          | 2017                  | -                     | -               | -            | Als Wilko uit Nachtwacht                               |
| Vega                                                 | 2017                  | -                     | -               | -            | Als Wilko uit Nachtwacht                               |
| Wees Niet Bang                                       | 2018                  | -                     | -               | -            | Als Wilko uit Nachtwacht                               |
| Superheldentijd                                      | 2018                  | -                     | -               | -            | Als onderdeel van De KetnetBand                        |
| Volle Maan                                           | 2019                  | -                     | -               | -            | Als Wilko uit Nachtwacht                               |
| Voor Jou! (2019!                                     | 2019                  | -                     | -               | -            | Als onderdeel van De KetnetBand                        |
| Zomer Op Z'n Kop                                     | 2019                  | -                     | -               | -            | Als onderdeel van De KetnetBand                        |
| Helden                                               | 2019                  | -                     | -               | -            | Als Wilko uit Nachtwacht                               |
| Bitterzoet                                           | 2019                  | -                     | -               | -            |                                                        |
| Hoe Je Loopt                                         | 2019                  | -                     | -               | -            |                                                        |
| Polaroid                                             | 13-11-2020            | -                     | -               | -            |                                                        |